# William Dollar
William Henry Dollar (St. Louis, 20 aprile 1907 – Contea di Montgomery, (Flourtown), 28 febbraio 1986) è stato un ballerino, coreografo, insegnante e maestro di ballo statunitense. Come uno dei primi danseurs nobles americani, si è esibito con numerose compagnie, tra cui la Philadelphia Opera Ballet, l'American Ballet, il Ballet Caravan, la Ballet Society, il Ballet Theatre e il New York City Ballet.

## Primi anni e formazione
William Henry Dollar, nato a St. Louis, nel Missouri, crebbe a East St. Louis, una città appena oltre il fiume Mississippi, nell'Illinois, dove i suoi genitori gestivano un negozio di alimentari e un commercio di carne. Da ragazzo studiò pianoforte e ginnastica, in cui eccelleva e aveva un forte interesse nello studio del balletto. I suoi genitori cercarono di scoraggiarlo, ma alla fine li convinse e iniziò la sua formazione nella danza da adolescente. Dopo alcuni anni con insegnanti locali si trasferì a est per dedicarsi agli studi di danza con insegnanti professionisti. Aveva studiato con Catherine Littlefield a Filadelfia e con Mikhail Mordkin, Alexandre Volinine e Michel Fokine a New York prima di prendere la sua prima lezione con George Balanchine alla School of American Ballet di nuova costituzione nel 1934. Allora aveva ormai raggiunto una tecnica consumata.

## Carriera professionale
Dollar era pronto per iniziare una carriera multiforme come ballerino, coreografo e insegnante. Avrebbe trovato successo in tutti e tre i campi di attività e avrebbe dato un contributo significativo allo sviluppo del balletto negli Stati Uniti e all'estero.

### Ballerino
Nel 1935, dopo che Balanchine, Lincoln Kirstein e Edward M.M. Warburg ebbero formato l'American Ballet, Dollar entrò nella compagnia come solista e presto ballò le parti principali. Apparve in sei dei sette balletti, tutti di Balanchine, nella prima stagione newyorkese della compagnia, presentata a marzo al Teatro Adelphi.
- Serenade. Musica: Serenata in do per orchestra d'archi op. 48, di Pyotr Ilyich Tchaikovsky, arrangiato e orchestrato da George Antheil. Ruolo: ballerino principale maschile con un gruppo di diciassette ballerine.
- Alma Mater. Musica: partitura commissionata a Kay Swift, orchestrata da Morton Gould. Ruoli: il Cattivo, con Charles Laskey come Eroe e Gisella Caccialanza come Eroina e il Custode, un numero "a solo". Questo fu il primo balletto di Balanchine su un tema americano su musica americana. Era una satira fantastica della vita universitaria negli anni '20. L'eroe era un giocatore di football; l'eroina era una ragazza emancipata e il Cattivo indossava un cappotto di pelle di montone.
- Reminiscence. Musica di Benjamin Godard, orchestrata da Henry Brant. Ruolo: un pas de trois con Holly Howard e Elise Rieman.
- Transcendence. Musica: Mephisto Waltz e due rapsodie ungheresi di Franz Liszt, arrangiati e orchestrati da George Antheil. Ruolo: L'Uomo in Nero, con Elise Rieman nei panni della Giovane Ragazza e Charles Laskey nel ruolo del Giovane Uomo. Balanchine creò il ruolo mefistofelico dell'Uomo in Nero appositamente per Dollar.
- L'Errante. Musica: Der Wanderer, di Franz Schubert. Ruolo: ballerino principale maschile, l'Errante.
- Dreams. Musica: partitura commissionata a George Antheil. Ruolo: The Acrobat.

Nel 1937 Balanchine e l'American Ballet furono ingaggiati da Samuel Goldwyn per creare le danze per un film della United Artists intitolato The Goldwyn Follies. Distribuito nel 1938, il film vede Vera Zorina in due spettacolari balletti creati da Balanchine: il Romeo and Juliet Ballet, musicato da George Gershwin e il Water Nymph Ballet, musicato da Vernon Duke. Nel primo c'è un divertente finto duello tra i Montecchi come ballerini di danza classica e i Capuleti come ballerini di tip-tap, oltre a un romantico pas de deux per gli amanti sfortunati. Il secondo è una fantasia surreale in cui un'affascinante Zorina emerge scintillante da una pozza d'acqua per ballare attorno a colonne classiche greche e una statua di un gigantesco cavallo bianco con un grande gruppo di donne vestite in tutù fluenti e uomini in abito da sera formale. Dollar, snello come una canna, è il suo prode partner in entrambi questi classici della cinematografia.
La purezza della tecnica classica di Dollar, con una linea pulita, un ballon notevole e un'eccezionale flessibilità lo hanno reso adatto a ruoli in precedenti lavori creati da Michel Fokine, in particolare il Poeta ne Les Sylphides e Harlequin in Le Carnaval, che interpretò con il Ballet Theatre nel la sua prima stagione nel 1940. Ma fu Balanchine a dargli l'opportunità di esprimersi in alcune delle sue più avvincenti coreografie. Nel 1937 Dollar creò i ruoli del Joker in The Card Party e dello Sposo in Le Baiser de la Fée, entrambi musicati da Igor Stravinsky. Nel 1941 collaborò con Marie-Jeanne in Ballet Imperial, basato sul Concerto per pianoforte n. 2 di Tchaikovsky e in Concerto Barocco basato sul Concerto per doppio violino di Bach in re minore. Nel 1946 creò il ruolo del Black Cat in The Spellbound Child, una fantasia lirica ambientata su L'Enfant et les Sortileges di Maurice Ravel. Sempre nel 1946 venne forse il ruolo più memorabile che abbia mai creato per Balanchine. Nel primo movimento di The Four Temperaments, basato su una partitura commissionata a Paul Hindemith, Balanchine usò la flessibilità di Dollar, che si inarcava all'indietro con un notevole effetto nella variazione Melancholic, estendendo drammaticamente la gamma espressiva del lessico del balletto classico.
Dollar apparve anche in numerosi balletti d'opera coreografati da Balanchine dal 1935 al 1942. Tra questi c'erano Aida, Mignon, La Juive, La sposa venduta, Il pipistrello, La fiera di Sorochinsk, La regina di picche e Macbeth. Il suo ruolo più memorabile sulle scene dell'opera fu nella produzione di Balanchine di Orfeo ed Euridice di Gluck nel maggio 1936. Presentato dall'American Ballet Ensemble al Metropolitan Opera House, presentava i cantanti nella fossa dell'orchestra e i ballerini sul palco nei ruoli corrispondenti. Lew Christensen ballò il ruolo di Orfeo, Daphne Vane era Euridice e Dollar apparve come Amor, il bellissimo dio dell'amore alato. Le immagini di questa notevole produzione sono state fotografate da George Platt Lynes e sono state spesso pubblicate e riprodotte.

### Coreografo
Nel marzo del 1936 Dollar fece il suo primo lavoro coreografico, per l'American Ballet Ensemble al Metropolitan Opera House. In collaborazione con Balanchine, creò Concerto, in seguito chiamato Classic Ballet, basato sul Concerto per pianoforte n. 2 in Fa minore op. 21 di Frédéric Chopin. Stabilisce le sezioni di apertura e di chiusura: Maestoso, un pas de six con Gisella Caccialanza e Allegro Vivace, per Leda Anchutina, Lew Christensen e il corpo di ballo. Balanchine impostò la sezione centrale, Larghetto, come un pas de trois per Dollar, Holly Howard e Charles Laskey. Dollar rimise in scena questo lavoro nel 1944 come Constantia per il Ballet International, una compagnia di breve durata creata a New York dal Marchese de Cuevas. La storia e la coreografia si tingono del fervore del sentimento di Chopin per il soprano polacco Konstancja Gladkowska (1810-1889), della quale si era innamorato in gioventù. Dopo aver dedicato il movimento Larghetto alla memoria di Constantia, Dollar ballato il ruolo del protagonista maschile con Marie-Jeanne e Yvonne Patterson. Nel 1950 mise in scena il lavoro per il Ballet Theatre, dove è rimasto un popolare balletto nel repertorio per diversi anni.
L'opera più famosa di Dollar, The Duel, fu montata nel 1949 come Le Combat per i Ballets de Paris di Roland Petit. Tratto da un episodio del poema epico di Torquato Tasso Gerusalemme liberata (1581) e basata sulla musica di Raffaelo de Banfield, il balletto racconta una storia di tragico amore del tempo delle crociate, e racconta la leggenda del combattimento mortale tra Tancredi, un cavaliere cristiano della Normandia e Clorinda, una fanciulla saracena travestita con un'armatura maschile. All'inizio il balletto era solo un esteso pas de deux, ballato da Janine Charrat e Vladimir Skouratoff, ma Dollar aggiunse altri tre cavalieri per l'effetto drammatico quando mise in scena il lavoro per il New York City Ballet nel 1950. In quell'occasione Melissa Hayden fece un potente impressione come Clorinda, danzando con Jacques d'Amboise come Tancredi. Nel 1953 Dollar mise in scena il lavoro anche per il Ballet Theatre, dove Lupe Serrano e John Kriza fecero propri i ruoli.
Dollar creò numerosi altri lavori coreografici per varie compagnie
- 1936. Promenade, basato su Valse Nobles et Sentimentales di Maurice Ravel, per il Ballet Caravan.
- 1939. Thousand Times Neigh, un tributo all'automobile, creato per l'American Ballet Caravan presso il padiglione Ford alla Fiera Mondiale di New York del 1939 a Flushing Meadows.
- 1943. The Five Boons of Life, in seguito chiamato The Five Gifts, basato sulla musica dai Ernō Dohnányi, per l'American Concert Ballet.
- 1949. Ondine, basato su Le quattro stagioni di Antonio Vivaldi, per il New York City Ballet. Cast originale: Tanaquil Le Clercq, Francisco Moncion, Melissa Hayden e Yvonne Mounsey.
- 1950. Jeux, su musica di Claude Debussy, per il Ballet Theatre.
- 1954. Concerto, su musica di Felix Mendelssohn, per il Ballet Theatre Workshop. Ballato dagli studenti della Scuola di Teatro del Balletto.
- 1958. The Parliament of the Birds, su musica di Ottorino Respighi, per il Ballet Theatre Workshop. Ballato dagli studenti della Scuola di Teatro del Balletto.

### Insegnante
Per più di quarant'anni, Dollar fu un insegnante di balletto molto apprezzato, che lavorò in più occasioni per l'American Concert Ballet e la Ballet Theatre School. Negli anni '40 era maestro di danza all'American Concert Ballet ed alla Ballet Society. Ha anche vissuto e lavorato all'estero. Ha prestato servizio come maestro di ballo del Grand Ballet de Monte Carlo e come coreografo ospite per le compagnie in Brasile e Giappone Nel 1958 ha collaborato alla costituzione della Iranian National Ballet Company a Teheran, prestando servizio come primo coreografo residente e principale insegnante nel scuola.

## Ultimi anni
Dopo essere stato colpito dall'artrite delle anche negli anni '50, Dollar fu costretto a ridurre le sue danze. La sua ultima apparizione sul palco è stata quella come Herr Drosselemeyer nella famosa produzione di Balanchine di Lo schiaccianoci per il New York City Ballet. Da allora in poi, si ritirò nella sua casa a Flourtown, in Pennsylvania, dove passò i suoi ultimi anni nelle cure di sua moglie, Yvonne Patterson, una vivace ex ballerina e insegnante che aveva incontrato per la prima volta nel Ballet Caravan alla fine degli anni '30. Morì di cancro ai polmoni a casa nel marzo del 1986, aveva 78 anni.